# Novoznameanka, Troițke
Novoznameanka (în ucraineană Новознам'янка) este localitatea de reședință a comunei Novoznameanka din raionul Troițke, regiunea Luhansk, Ucraina.

## Demografie
Componența lingvistică a localității Novoznameanka
     Rusă (95,74%)
     Ucraineană (3,72%)
Conform recensământului din 2001, majoritatea populației localității Novoznameanka era vorbitoare de rusă (95,74%), existând în minoritate și vorbitori de ucraineană (3,72%).